# Uloborus segregatus
Uloborus segregatus là một loài nhện trong họ Uloboridae.
Loài này thuộc chi Uloborus. Uloborus segregatus được Willis J. Gertsch miêu tả năm 1936.